# Tom Wu
Tom Wu est un acteur britannique né le 15 mai 1972 à Hong Kong.
Dans les films de Guy Ritchie, il joue divers personnages portant le nom de Georges.

## Filmographie

### Cinéma
- 1991 : Chung gik tin ji moon sang : Triade
- 1998 : La Sagesse des crocodiles : un membre du gang
- 1999 : Trader : George Seow
- 2003 : Shanghai Kid 2 : Liu
- 2003 : Lara Croft : Tomb Raider, le berceau de la vie : l'homme de Sean
- 2003 : Out for a Kill : Li Bo
- 2003 : Un aller pour l'enfer : Général Jantapan
- 2004 : Moi, Peter Sellers : Burt Kwouk et Cato
- 2004 : L'Empreinte de la mort : Andy Wang
- 2005 : Batman Begins : le gardien de la prison bhoutanaise
- 2005 : Revolver : Lord John
- 2007 : Intergalactic Combat : Zulu
- 2008 : Mutant Chronicles : Caporal Juba Kim Wu
- 2008 : Le Roi Scorpion 2 : Guerrier de légende : Fong
- 2009 : The Tournament : Tatsumi
- 2011 : Voltage : Akaashi
- 2012 : Skyfall : le mercenaire de Silva
- 2013 : Red 2 : l'officier de la sécurité
- 2013 : Kick-Ass 2 : Genghis Carnage
- 2017 : Le Roi Arthur : La Légende d'Excalibur : George
- 2019 : Fast and Furious: Hobbs and Shaw : Tsoi
- 2019 : The Gentlemen : Lord George
- 2020 : The Host : Yong

### Télévision
- 1988 : Rockliffe's Babies : Ho Lee (1 épisode)
- 1996 : Les Piégeurs : Chan Ming (2 épisodes)
- 1996 : Cracker : Détective Lawyer (1 épisode)
- 2000-2003 : The Bill : David Cheng et D.C. Chan (2 épisodes)
- 2004 : Femmes de footballeurs : Ken (2 épisodes)
- 2004 : Affaires non classées : Dr Yip (2 épisodes)
- 2006 : Casualty : Huang Lok (1 épisode)
- 2006 : Masterpiece Theatre : Perak (1 épisode)
- 2006 : La Malédiction du rubis : Perak (1 épisode)
- 2010 : Spirit Warriors : Hwang (7 épisodes)
- 2010 : Flics toujours : Daniel Cheung (1 épisode)
- 2012 : L'Île au trésor : Joe Thoby
- 2014 : Da Vinci's Demons : Quon Shan (5 épisodes)
- 2014-2016 : Marco Polo : Hundred Eyes
- 2018 : Strangers : Daniel Tsui (8 épisodes)
- 2019 : Strike Back : Oncle Laoshu (2 épisodes)
- 2022 : Sandman : Hippogriffe (Hippogriff en VO) (1 épisode)